# Costantino I di Costantinopoli
Costantino I (... – 9 agosto 677) è stato un arcivescovo bizantino, patriarca ecumenico di Costantinopoli dal 675 al 677. La Chiesa ortodossa lo considera santo e lo ricorda il 9 agosto.